# Hans-Werner Kammer
Hans-Werner Kammer (Varel, 16 giugno 1948) è un politico tedesco, membro dell'Unione Cristiano-Democratica di Germania ed eletto per più legislature nel Bundestag.

## Biografia
Kammer si è formato nel mondo del commercio commerciante nel commercio. Dal 1970 al 2005 ha lavorato come impiegato edile in una grande impresa edile a Wilhelmshaven, di cui 30 anni come procuratore e direttore commerciale in una posizione di responsabilità. Presidente della casa di riposo e di cura di Osterforde. Membro della CDU dal 1974, membro del consiglio direttivo della CDU Zetel dal 1974, presidente dal 1976 al 1992, presidente della CDU-Frisia dal 2002 al 2010. Membro del consiglio comunale di Zetel dal 1976 al 1998, sindaco della città dal 1981 al 1991, membro del consiglio distrettuale della Frisia dal 1980 al 2011, presidente del gruppo parlamentare CDU dal 2001 al 2011. Membro del Bundestag dal 2005 all'ottobre 2009 e dall'aprile 2010 al 2017.